# Mariann Fischer Boel
Mariann Fischer Boel (Åsum, 15 aprile 1943) è una politica danese.
Esponente del Partito Liberale Danese, è stata commissario europeo e ministro.

## Biografia

### Formazione
Fischer-Boel ha studiato lingue moderne ed economia.
Iniziò la carriera professionale come segretaria amministrativa in una società di esportazioni di Copenaghen. Successivamente ha fatto parte di alcuni consigli di amministrazione di società danesi.

### Carriera politica
La carriera politica di Fischer-Boel cominciò a livello locale, come consigliere comunale prima e vicesindaco poi di Munkebo tra il 1982 e il 1990.
Nel dicembre 1990 Fischer-Boel entrò nel Folketing nelle file del Partito liberale come rappresentante della contea di Fionia. Sempre nel 1990, entrò a far parte del Consiglio generale del Partito liberale e nel comitato esecutivo del gruppo parlamentare del partito. Tra il 1994 e il 1998 presiedette la commissione parlamentare per l'alimentazione, l'agricoltura e la pesca, poi tra il 1998 e il 1999 la commissione per il commercio e l'industria ed infine tra il 1999 e il 2001 la commissione parlamentare per gli affari fiscali.

#### Ministro
Il 27 novembre 2001 Fischer-Boel venne nominata ministro dell'agricoltura e dell'alimentazione all'interno del governo guidato da Anders Fogh Rasmussen.

#### Commissario europeo
Nel 2004 venne indicata dal governo danese come membro della Commissione europea e si dimise dall'incarico di ministro. Fischer-Boel ha fatto parte della Commissione Barroso I per tutta la durata del suo mandato, dal 2004 al 2010, ed è stata in carico del portafoglio dell'agricoltura e dello sviluppo rurale.